# Instituto Pedagógico Nacional
El Instituto Pedagógico Nacional es una institución colombiana de carácter Nacional y oficial con sede en Bogotá, que actualmente ofrece desde educación preescolar hasta media con énfasis en distintas ramas de las ciencias y el arte; además es centro de prácticas de la Universidad Pedagógica Nacional de Colombia, entidad que se fundó en 1955 y que actualmente es cabeza del Instituto.

## Historia
En el año de 1872 llegó a Colombia la Primera Misión Alemana, cuyo encargo fue crear las primeras Escuelas Normales del país, dando lugar a la apertura de la primera Escuela Normal de Mujeres que funcionó hasta 1927.  El año de 1926 arriba al país la Segunda Misión Alemana dirigida por Franzisca Radke, quien el 9 de marzo de 1927, durante la presidencia de José Abadía, crea y pone en funcionamiento el Instituto Pedagógico Nacional para señoritas en la ciudad de Bogotá en las inmediaciones de lo que hoy es la calle 72 con carrera 11. Entre 1927 y 1929, se construyó la edificación donde se inició la preparación de maestros para primaria en la que se formaron más de 300 profesoras.
Algunos dirigentes políticos que comprendieron la importancia de modernizar la educación pensaron en promover reformas parciales, entre las cuales figuró la creación de una Escuela Normal en Bogotá. Para iniciar su organización sus promotores recurrieron a la Ley 25 de 1917, en donde se ordenaba la creación de los dos Institutos Pedagógicos Nacionales, así pudieron captar los recursos oficiales que se requerían para la organización del Instituto Pedagógico Nacional para señoritas, plantel que empezó a funcionar en 1927.

### Educación para la mujer
Con un colegio dirigido por pedagogos laicos para preparar algunas profesoras con métodos de enseñanza modernos y dándole un carácter nacional, como ocurrió con el Instituto Pedagógico Nacional para señoritas, se estaba dando un primer paso en la intención de reformar la educación, pues las maestras que se formaran allí serían necesarias más adelante para ejecutar parte de las recomendaciones de la Misión Pedagógica. A pesar de las dificultades que tuvo que soportar este colegio para su organización, el apoyo del Estado a la iniciativa de sus directores fue fundamental; pues
durante sus primeros años logró destacarse por la eficacia de sus métodos de enseñanza.
Algunos trabajos han señalado el papel que desempeñó este plantel en la formación del magisterio, llegando al punto de constituirse en una de las primeras instituciones que le ofreció educación de calidad a la mujer en Colombia

### Construcción del edificio
Para la construcción de su sede se destinó un terreno que había sido donado por el
municipio de Bogotá a la nación en 1919 para la creación de una de las Escuelas
Normales que de acuerdo con lo dispuesto en 1917 debía organizarse en la ciudad. El
diseño de su planta física estuvo a cargo del arquitecto Pablo de la Cruz, quien siguiendo
las recomendaciones de los pedagogos europeos y norteamericanos lo proyectó como un
colegio campestre ajustado técnica y estéticamente a los requerimientos de un
establecimiento educativo moderno.
Inicialmente el colegio estuvo ubicado en la Avenida Chile con carrera 11, donde está
operando actualmente la Universidad Pedagógica Nacional, lugar que por esa época quedaba a
las afueras de la ciudad, y a unas pocas cuadras del Gimnasio Moderno, establecimiento
privado fundado por algunos miembros del partido liberal en 1914 para formar a un sector
de la élite, y que a diferencia del Instituto Pedagógico Nacional, conservó su diseño
original y en 1978 fue declarado patrimonio arquitectónico del país. 

### Primera planta
La dirección del Instituto Pedagógico se le encomendó a la pedagoga alemana
Francisca Radke, quien poseía la preparación académica, la experiencia docente y la capacidad de organización suficientes para desempeñar esta función. Con ella llegaron
las profesoras María Hasebrink, Karolina Schmidt, Gertrud Fuesers y los profesores Richard Ostermayr y Hans Huber. La nómina se completó con varios profesores
contratados en Colombia. Algunos de ellos, como Tomás Rueda Vargas, Rafael Mallarino, Manuel Piquero y Henry Yerly estaban vinculados al Gimnasio Moderno; los primeros eran
miembros de prestantes familias de la capital y no tenían formación pedagógica, Piquero y
Yerly sí la poseían, pues se habían formado dentro de las orientaciones de la Escuela
Activa en Europa, razón por la cual fueron contratados por este colegio. Además, estos
docentes conocían las propuestas de la Escuela Activa, pues en el Gimnasio Moderno se
estaban aplicando desde 1914.